# Glochidion intercastellanum
Glochidion intercastellanum är en emblikaväxtart som beskrevs av Airy Shaw. Glochidion intercastellanum ingår i släktet Glochidion och familjen emblikaväxter. Inga underarter finns listade i Catalogue of Life.